# EVER BLUE (杏里のアルバム)
『EVER BLUE』（エヴァー ブルー）は、日本の歌手、杏里の21枚目のオリジナル・アルバムである。1999年6月23日発売。発売元はフォーライフ・レコード。

## 概要
- 20thアルバム『MOONLIT SUMMER TALES』以来およそ11ヶ月ぶりのオリジナル・アルバム。
- 1983年に発売された6thアルバム『Timely!!』より15年続いた、オリジナル・アルバムオリコントップ10入り記録が途切れた。

## 収録曲
- 全作曲：ANRI

1. EVER BLUE
  - 作詞：種市弦 編曲：小倉泰治
2. Bless And Kiss
  - 作詞：飯塚麻純 編曲：ロイ・ペノン
3. 逢えないせつなさと
  - 作詞：西尾佐栄子 編曲：Mark Portmann
4. 未来の最初の日
  - 作詞：売野雅勇 編曲：Keith Cohen
5. 左ききのジンクス
  - 作詞：種市弦 編曲：清水信之
6. Summerpolis
  - 作詞：売野雅勇 編曲：清水信之
7. Radiogenic
  - 作詞：売野雅勇 編曲：Mark Portmann
8. Nasty
  - 作詞：西尾佐栄子 編曲：Keith Cohen
9. Joy～Yours Only～
  - 作詞：飯塚麻純 編曲：Keith Cohen
10. Daybreak
  - 作詞：西尾佐栄子 編曲：Glen Woodward
11. Love Songが聞こえる
  - 作詞：吉元由美 編曲：小倉泰治

「逢えないせつなさと」のカップリング曲。